# Fallen
|  | Aquest article tracta sobre la pel·lícula de 1998. Si cerqueu la de 2016, vegeu «Fallen (pel·lícula de 2016)». |

Fallen és una pel·lícula estatunidenca dirigida per Gregory Hoblit, estrenada l'any 1998. Ha estat doblada al català.

## Argument
John Hobbes, inspector de policia íntegre, fa una visita a Edgar Reese, un assassí en sèrie que va detenir, just abans l'execució del criminal. Aquest últim li parla en una estranya llengua, i li planteja un enigma. Malgrat la mort de Reese a la cambra de gas, Hobbes i el seu company d'equip Jonesy s'enfronten a nous homicidis que semblen ser l'obra d'un imitador de Reese, i Hobbes rep trucades telefòniques anònimes nocturnes. Els enigmes deixats en les escenes dels crims condueixen la investigació de Hobbes cap a Robert Milano, un antic policia que es va suïcidar fa 30 anys. Hobbes visita la seva filla Gretta però aquesta eludeix les seves preguntes dient-li que l'afer el sobrepassa.

## Repartiment
- Denzel Washington: John Hobbes
- John Goodman: Jonesy
- Donald Sutherland: el tinent Stanton
- Embeth Davidtz: Gretta Milano
- James Gandolfini: Lou
- Elias Koteas: Edgar Reese
- Gabriel Casseus: Art Hobbes
- Michael J. Pagan: Sam Hobbes
- Robert Joy: Charles Olom
- Frank Medrano: l'assassí de Charles
- Aida Turturro: Tiffany

## Producció
El rodatge s'ha desenvolupat a Los Angeles, Filadèlfia i el bosc de Pine Barrens (a Nova Jersey).
La cançó Time Is on My Side, que es va sentint al llarg del film, ha estat composta per Jerry Ragovoy l'any 1963 i popularitzada per la recuperació que en van fer The Rolling Stones l'any següent.

## Acollida
Premis i nominacions
El film ha estat nominat l'any 1999 al premi Bram Stoker del millor guió l'any 1999 i al premi a la millor pel·lícula als Internacional Horror Guild Awards.
Crítica
"Denzel Washington té la tasca gairebé impossible de mantenir a flotació una complicada pel·lícula que només té suspens a estones, i que no enganxa molt ni emocionalment ni intel·lectualment
Ha obtingut crítiques mixtes, recollint un 41 % de parers positius, amb una nota mitjana de 5,4/10 i sobre la base de 56 crítiques recollides, en el lloc Rotten Tomatoes.
Box-office
Als Estats Units, el film ha informat 25.232.289 $ per a 5.435.744 entrades, i 31.158.131 $ al box-office mundial. Ha fet 1.281.886 entrades a Europa